# Situations III
Situations III, sous-titré Lendemains de guerre, est un recueil d'articles de Jean-Paul Sartre publié en 1949.
Dans la nouvelle édition d'Arlette Elkaim-Sartre parue en 2013, Situations III est sous-titré Littérature et engagement. Février 1947 - avril 1947.

## Contenu

### Édition de 1949
I.
Dans cette partie sont réunis des articles écrits entre septembre 1944 et octobre 1945 qui sont tous en rapport avec la guerre.
- La République du silence

Ce célèbre texte, publié dans Les Lettres françaises en septembre 1944, s'ouvre par cette non moins célèbre phrase de Sartre : 

« Jamais nous n'avons été plus libres que sous l'occupation allemande. »

Cette phrase délibérément paradoxale renvoie à la définition sartrienne de la liberté, longuement développée dans L'Être et le Néant publié en 1943 : durant l'occupation les libertés politiques avaient disparu, mais la liberté de réfléchir et de choisir sa position demeurait.

Pour Sartre la liberté est liée à l'engagement. Par son horreur, l'occupation obligeait toute personne à prendre parti, et il y avait là une urgence : 

« La cruauté même de l'ennemi nous poussait jusqu'aux extrémités de notre condition en nous contraignant à nous poser ces questions qu'on élude dans la paix. »

La liberté est aussi liée chez Sartre à la responsabilité, et durant la guerre, davantage qu'en temps de paix, chaque acte, chaque choix est déterminant et peut avoir des conséquences personnelles comme sociales graves, les unes étant à mettre en balance avec les autres. C'est aussi dans cette responsabilité que se découvrait la liberté : 

« Cette responsabilité totale dans la solitude totale, n'est-ce pas le dévoilement même de notre liberté ? »

Ce texte fait aussi l'apologie de la Résistance pour son esprit de fraternité : "Il n'est pas d'armée au monde où l'on trouve pareille égalité de risque pour le soldat et le généralissime. Et c'est pourquoi la Résistance fut une démocratie véritable : pour le soldat comme pour le chef, même danger, même responsabilité, même absolue liberté dans la discipline." Cette vision de la Résistance annonce le groupe en fusion que Sartre théorisera dans la Critique de la raison dialectique.

Enfin, dans cette véritable république où tous sont égaux et libres car menacés, la liberté est nécessairement réciproque : "

« [...] en se choisissant lui-même dans sa liberté, [il] choisissait la liberté de tous. »

- Paris sous l'Occupation

- Qu'est-ce qu'un collaborateur ?

Le sujet de cet article publié dans La République Française, un journal édité à New York, en août 1945 tient dans son titre.
La collaboration est d'abord abordée comme un phénomène social qui concerne une partie de la population au même titre que la criminalité ou le suicide.
Sartre avance que les collaborateurs n'étaient pas issus de la classe ouvrière ou de la paysannerie mais de la bourgeoisie. Cela signifie que les collaborateurs étaient issus de la bourgeoisie mais non que la bourgeoisie en tant que classe était favorable à la collaboration, il écrit : « Aucune classe ne porte donc, en tant que telle, la responsabilité de la collaboration ». " Un premier élément important dans l'explication de la collaboration tient à la désintégration sociale : « En réalité, la collaboration est un fait de désintégration, elle a été dans tous les cas une décision individuelle, non une position de classe. Elle représente à l'origine une fixation par des formes collectives étrangères d'éléments mal assimilés par la communauté indigène ». " D'un point de vue social, le collaborateur est donc issu de la bourgeoisie où il était mal intégré, mal assimilé, il subissait la désintégration et cela explique en partie sa collaboration avec l'ennemi. Mais tous les individus issus de la bourgeoisie et mal assimilés ne furent pas collaborateurs, à l'explication sociale Sartre ajoute donc une explication psychologique.
Sartre refuse de confondre le collaborateur avec le fasciste ou le nazi. Sa psychologie, sa manière de penser sont différentes. L'intérêt, le conformisme ou l'ambition sont certes des facteurs à prendre en compte, mais n'expliquent selon lui pas tout.
Il y a chez le collaborateur une vague croyance au progrès qui se confond avec la marche de l'histoire : " On ne sait où l'on va, mais puisqu'on change, c'est qu'on s'améliore. Le dernier phénomène historique est le meilleur simplement parce qu'il est le dernier [...] " Le collaborateur pense qu'il est inutile de s'opposer au fait accompli, qu'il doit bien faire avec. Cela relève pour Sartre de la mauvaise foi pour plusieurs raisons.
D'une part, le collaborateur, en essayant de se le cacher, choisit lui-même de donner plus d'importance à certains faits, il oublie la puissance militaire de l'URSS et de l'Angleterre par exemple, pour justifier son choix. Cela n'est pas sans rappeler ce que Sartre appellera plus tard une totalisation.
D'autre part, en jugeant l'événement présent par le futur cela permet au collaborateur de se déresponsabiliser : " Cette façon de juger l'événement à la lumière de l'avenir a été, je crois, pour tous les Français une tentation de la défaite : elle représentait une forme subtile d'évasion. "
Enfin, cette mauvaise foi permet au collaborateur de ne pas "faire le métier d'homme ", de s'abstenir de juger selon des principes, d'entreprendre, de persévérer, etc.
Le collaborateur tend aussi à remplacer les rapports juridiques d'universalité, d'égalité et de réciprocité par une sorte de lien féodal de suzerain à vassal, cherchant dans la relation de personne à personne une intégration qui lui manquait peut-être dans le système précédent. Ainsi, si les Allemands ont la force, le collaborateur possède la ruse. Le collaborateur reconnait sa soumission et sa faiblesse mais use d'autres armes, Sartre parle, dans des termes qui feraient sans doute réagir vivement au XXIe siècle, d'un « climat de féminité » et d'un « curieux mélange de masochisme et d'homosexualité ».
Dernier point de psychologie : « Le collaborateur semble rêver d'un ordre féodal et rigoureux : nous l'avons dit, c'est le grand rêve d'assimilation d'un élément désintégré de la communauté ». Le collaborateur hait cette société où il n'a pas pu jouer son rôle. Chez Drieu La Rochelle, ce rêve de dissolution du "moi" dans le collectif aurait révélé une détestation de soi le menant à une haine de l'homme et de sa société[réf. nécessaire].
Dans la suite de son œuvre, Sartre continuera à dresser ainsi des portraits plus ou moins longs de certains types, celui de l'antisémite dans ses Réflexions sur la question juive, du colonisateur dans sa préface aux Damnés de la Terre, etc. Sa méthode s'étoffera, mais elle est déjà présente dans ce bref texte : d'abord le phénomène social, puis le moyen par lequel l'homme s'insère dans ce social. Voir Questions de méthode
- La Fin de la guerre

II.
- Individualisme et conformisme aux États-Unis
- Villes d'Amérique
- New York, ville coloniale
- U.S.A. présentation

III.
- Le Mythe révolutionnaire
- La Philosophie de la révolution

« Matérialisme et révolution » est un article publié en juin 1946 dans Les Temps modernes. Dans une première partie, Sartre s'attaque à certains problèmes du marxisme et du parti communiste. Dans la deuxième partie il dresse un parallèle entre la position du révolutionnaire et les positions de son existentialisme.
 IV.
- Orphée noir

Ce texte est la préface de L'Anthologie de la nouvelle poésie nègre et malgache de langue française, de Léopold Sedar Senghor, publiée aux PUF en 1948. Dans cette partie, Jean-Paul Sartre établit un lien entre l'enseignement dispensé par le mythe grec et les conditions d'intelligence du mouvement de la négritude.

V.
- La Recherche de l'absolu
- Les Mobiles de Calder

Cette partie réunit deux articles sur l'art, le premier sur Alberto Giacometti, le deuxième sur Alexander Calder.

### Édition de 2013
- Qu'est-ce que la littérature ?
  - I. Qu'est-ce qu'écrire ?
  - II. Pourquoi écrire ?
  - III. Pour qui écrit-on ?
  - IV. Situation de l'écrivain en 1947
- Préface à « Portrait d'un inconnu », préface du premier roman de Nathalie Sarraute publié en 1948.
- « La recherche de l'absolu », préface du catalogue de l'exposition d'Alberto Giacometti à la Pierre Matisse Gallery de New York, publié aussi dans Les Temps modernes, n° 28, janvier 1948.
- « La période R.D.R. », très bref texte inachevé sur le Rassemblement démocratique révolutionnaire.
- « Orphée noir », préface de l'Anthologie de la nouvelle poésie nègre et malgache de langue française de Léopold Sédar Senghor, PUF, 1948. Sur la négritude.
- Il nous faut la paix pour refaire le monde (Réponse à ceux qui nous appellent « Munichois »), article pour le RDR, Le Franc-Tireur, 10 décembre 1948.
- « [Kafka, écrivain juif] », compte rendu par Françoise Derins d'une conférence de Sartre sur Franz Kafka, La Nef, n° 33, août 1947.
- « C'est pour tous que sonne le glas », article sur le départ des Britanniques de Palestine et les menaces arabes sur les juifs, Caliban, n° 16, mai 1948.
- « [Le point de vue de Raymond Aron] », un extrait de Entretien sur la politique entre Sartre, David Rousset et Gérard Rosenthal sur Raymond Aron qui avait qualifié le RDR de « romantique », Les Temps modernes, septembre 1948, puis en livre chez Gallimard, 1948.
- « [Indochine 1949] », article non publié sur la reconnaissance du Viêt Nam comme État indépendant.
- « Défense de la culture française par la culture européenne », texte d'une conférence donnée le 23 avril 1949 sur la culture et le rôle de l'Europe, publié dans Politique Étrangère, n° 3, 1949.